# Tolla
Pour les articles homonymes, voir Tolla (homonymie).
Tolla est une commune française située dans la circonscription départementale de la Corse-du-Sud et le territoire de la collectivité de Corse. Elle appartient à l'ancienne piève de Cauro et compte un lac de barrage situé sur le Prunelli, dans la région d'Ajaccio.

## Géographie

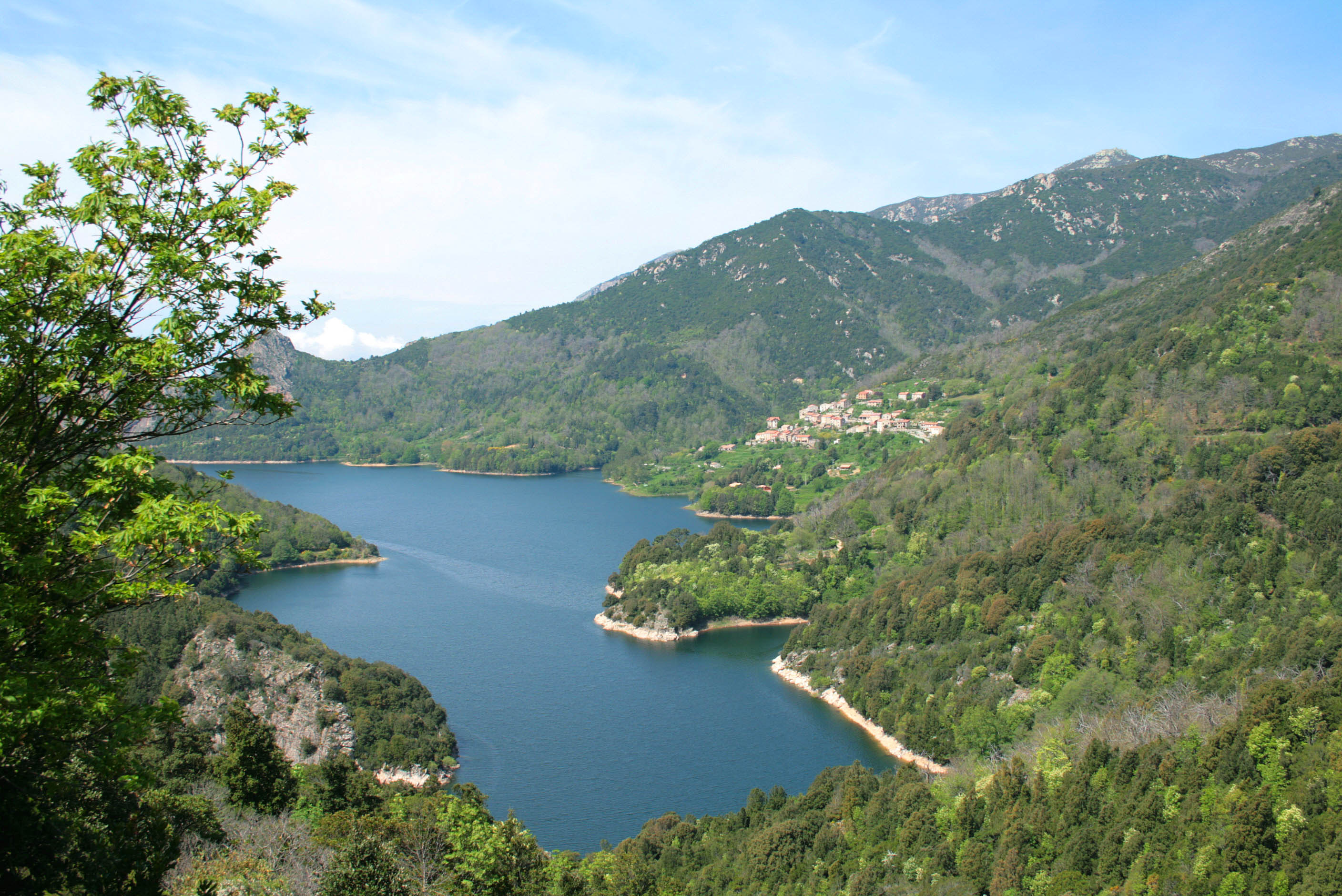
Vue du village et du lac de Tolla.

Le petit village de Tolla est situé au dessus du lac de Tolla dans une région très montagneuse.

## Urbanisme

### Typologie
Au 1er janvier 2024, Tolla est catégorisée commune rurale à habitat dispersé, selon la nouvelle grille communale de densité à sept niveaux définie par l'Insee en 2022.
Elle est située hors unité urbaine. Par ailleurs la commune fait partie de l'aire d'attraction d'Ajaccio, dont elle est une commune de la couronne,. Cette aire, qui regroupe 79 communes, est catégorisée dans les aires de 50 000 à moins de 200 000 habitants,.

### Occupation des sols
L'occupation des sols de la commune, telle qu'elle ressort de la base de données européenne d’occupation biophysique des sols Corine Land Cover (CLC), est marquée par l'importance des forêts et milieux semi-naturels (94,3 % en 2018), une proportion identique à celle de 1990 (94,3 %). La répartition détaillée en 2018 est la suivante : 
forêts (61 %), milieux à végétation arbustive et/ou herbacée (26 %), espaces ouverts, sans ou avec peu de végétation (7,3 %), eaux continentales (4,7 %), zones agricoles hétérogènes (1,1 %). L'évolution de l’occupation des sols de la commune et de ses infrastructures peut être observée sur les différentes représentations cartographiques du territoire : la carte de Cassini (XVIIIe siècle), la carte d'état-major (1820-1866) et les cartes ou photos aériennes de l'IGN pour la période actuelle (1950 à aujourd'hui).

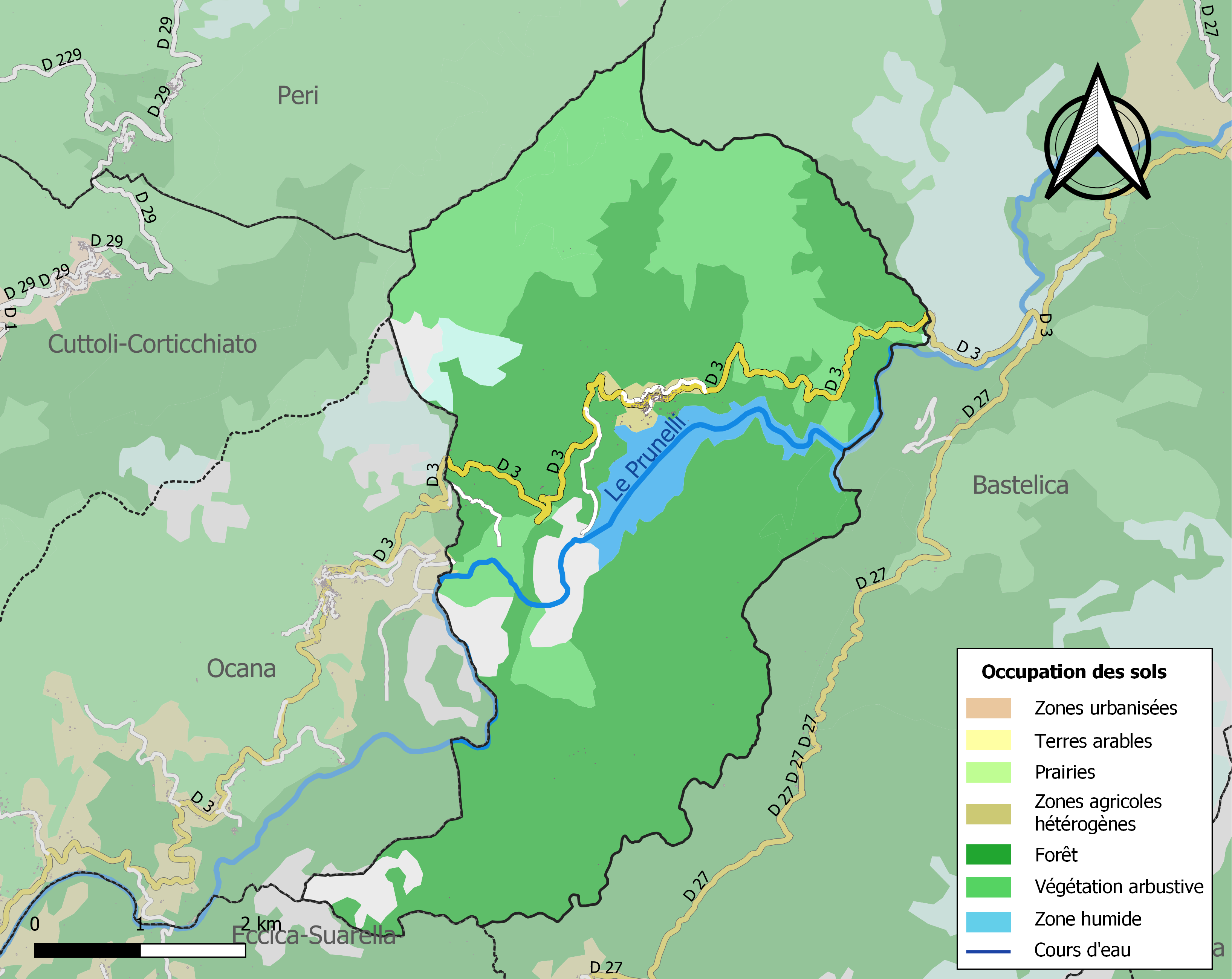
Carte des infrastructures et de l'occupation des sols de la commune en 2018 (CLC).

## Politique et administration
| Période       | Période   | Identité                | Étiquette | Qualité                                                                            |
| ------------- | --------- | ----------------------- | --------- | ---------------------------------------------------------------------------------- |
| maire en 1861 | ?         | Jean-Dominique Casanova |           |                                                                                    |
|               |           |                         |           |                                                                                    |
| 1969          | mars 2014 | Jean-Baptiste Casalta   | PCF       |                                                                                    |
| 2014          | En cours  | Dominique Vincenti      | SE        | Fonctionnaire. Suppléant du conseiller départemental Alexandre Sarrola (2015-2017) |

## Démographie
| 1800 | 1806 | 1821 | 1831 | 1836 | 1841 | 1846 | 1851 | 1856 |
| ---- | ---- | ---- | ---- | ---- | ---- | ---- | ---- | ---- |
| 451  | 469  | 462  | 520  | 555  | 616  | 613  | 567  | 563  |

| 1861 | 1866 | 1872 | 1876 | 1881 | 1886 | 1891 | 1896 | 1901 |
| ---- | ---- | ---- | ---- | ---- | ---- | ---- | ---- | ---- |
| 582  | 594  | 630  | 635  | 620  | 664  | 557  | 650  | 732  |

| 1906 | 1911 | 1921 | 1926 | 1931 | 1936 | 1946 | 1954 | 1962 |
| ---- | ---- | ---- | ---- | ---- | ---- | ---- | ---- | ---- |
| 710  | 696  | 624  | 662  | 673  | 633  | 578  | 519  | 297  |

| 1968 | 1975 | 1982 | 1990 | 1999 | 2006 | 2011 | 2016 | 2021 |
| ---- | ---- | ---- | ---- | ---- | ---- | ---- | ---- | ---- |
| 233  | 185  | 115  | 85   | 98   | 118  | 113  | 127  | 121  |

| 2022 | - | - | - | - | - | - | - | - |
| ---- | - | - | - | - | - | - | - | - |
| 121  | - | - | - | - | - | - | - | - |

## Lieux et monuments
- Église Saint-Léonard de Tolla.

## Personnalités liées à la commune
- L'actrice Stéphane Audran (1932-2018) est inhumée dans le petit cimetière. Sa mère était originaire du village.